# Frente Unido
Un Frente Unido es una forma de organización política o estrategia de lucha llevada a cabo por socialistas revolucionarios. Las bases teóricas de esta táctica fueron desarrolladas por primera vez por la Internacional Comunista, una organización política creada durante la revolución bolchevique de 1917.
Según la tesis del Cuarto Congreso Mundial de la Internacional Comunista, celebrado en 1922, “la táctica del frente único es simplemente una iniciativa mediante la cual los comunistas proponen unirse a todos los trabajadores, incluyendo a aquellos que pertenecen a otros partidos y grupos, así como con todos los trabajadores no alineados, en una lucha común para defender los intereses inmediatos y básicos de la clase obrera contra la burguesía”.
El frente unido permitió que los trabajadores comprometidos con el derrocamiento revolucionario del capitalismo lucharan junto a trabajadores no revolucionarios. A través de estas luchas en común, se trató de persuadir estos últimos para que se sumaran a la causa revolucionaria. La perspectiva que plantea el frente unido también se utiliza en las teorías contemporáneas y no leninistas.

## Historia
Según León Trotski, las raíces del frente unido fueron llevadas a la práctica por el Partido Bolchevique durante la Revolución rusa. La Internacional Comunista generalizó esta experiencia entre los incipientes partidos comunistas que se establecieron o fueron creciendo significativamente durante los años posteriores a 1917. La teoría del frente único se elaboró en el tercer y cuarto congreso de la Internacional Comunista, celebrado entre el 5 de noviembre y el 5 de diciembre de 1922.
Los socialistas revolucionarios representaban una minoría dentro de la clase obrera. El frente único proponía una metodología de colaboración con el gran número de trabajadores no revolucionarios, al mismo tiempo que intentaba persuadirlos para que unieran a la lucha revolucionaria. Esta estrategia floreció cuando la ola revolucionaria inicial que siguió a 1917 comenzó a menguar.
Según los líderes de la Internacional Comunista, el paso de la lucha ofensiva a defensiva por parte de los trabajadores fortaleció el deseo de unidad de acción dentro de la clase obrera. Se esperaba que el frente único permitiera a los revolucionarios posicionarse como mayoría dentro de su clase: "La tarea del Partido Comunista es liderar la revolución proletaria. Con el objeto de convocar al proletariado para la conquista directa del poder, el partido comunista debe apoyarse en la inmensa mayoría de la clase obrera. En tanto no se logre esta mayoría, el partido debe luchar para obtenerla.
La unidad, sin embargo, no se debía lograr a cualquier precio: los revolucionarios no debían subordinarse dentro del frente único o sacrificar su independencia: "La existencia de partidos comunistas independientes y su total libertad de acción en relación con la burguesía y la socialdemocracia contrarrevolucionaria". De la misma manera, la táctica del frente único no guarda relación con las llamadas combinaciones electorales de los líderes, que persiguen un objetivo parlamentario. La táctica del frente único se resume en una iniciativa por el cual los comunistas proponen unirse a todos los trabajadores pertenecientes a otros partidos y grupos políticos, así como a todos los trabajadores no alineados en una lucha común para defender los intereses inmediatos y básicos de la clase obrera contra la burguesía.
Sin embargo, los revolucionarios no pueden simplemente pasar por encima de los líderes de las organizaciones reformistas. Deben acercarse a estos líderes, exigiendo la unidad sobre la base de un frente unido. Esto plantearía un dilema para dichos dirigentes: rechazar la invitación y ser vistos por sus seguidores como un obstáculo para la unidad, o aceptar la invitación y tener que operar en el terreno de la lucha de las masas, como huelgas o protestas, en las que los revolucionarios demostrarían tener ideas y métodos superiores.
Este método fue llevado a la práctica en la República de Weimar entre 1922 y 1923 y, durante un tiempo, demostró ser eficaz para conseguir trabajadores que adscribieran al socialismo revolucionario.
Cuando el estalinismo logró dominar la Internacional Comunista, la estrategia del frente unido fue eliminada. En el período anterior a la victoria de Adolf Hitler en Alemania, se argumentó que los socialdemócratas eran fascistas sociales y que este grupo político era aún más peligrosos que los nazis. Tras la victoria de Hitler, la Internacional Comunista abogó por la formación de frentes populares con fuerzas que traspasaran el movimiento de la clase obrera. Trotski, entonces exiliado de la Unión Soviética, argumentó que la primera política había sido desastrosa porque impidió la unidad contra la extrema derecha y criticó también a la segunda, arguyendo que los términos de la lucha serían dictados por los principales partidos liberales y que los comunistas tendrían que subordinar su política dentro de la alianza. Trotski continuó instando a la formación de un frente unido obrero contra el fascismo.
También sostuvo que el frente único podría tener un gran atractivo para los trabajadores que deseaban luchar contra el fascismo: "El programa de acción debe ser estrictamente práctico, estrictamente objetivo, de modo que cada trabajador promedio socialdemócrata pueda decirse a sí mismo: lo que los comunistas proponen es completamente indispensable para la lucha contra el fascismo. Sobre esta base hay que alentar a los obreros socialdemócratas a que se nos unan por nuestro ejemplo”.
En China, el Primer Frente Unido (1924-1927) fue un período en el que los comunistas trabajaron estrechamente con el Partido Nacionalista. Hay también un Segundo Frente Unido (1937-1943) para luchar contra el Imperio del Japón durante la Segunda Guerra Mundial. Durante la Guerra de Vietnam, el Frente Nacional de Liberación (1960-1977) se organizó como un frente unido para oponerse a la dictadura impuesta por los Estados Unidos de Ngô Đình Diệm. Sin embargo, Trotski y sus seguidores, como Harold Isaacs, en su libro The Tragedy of the Chinese Revolution, argumentan que se trataban en realidad de frentes populares, no de frentes únicos, basados en el modelo empleado por los bolcheviques a partir de 1917.